# Cristina Peri Rossi
Cristina Peri Rossi là một tiểu thuyết gia, nhà thơ, dịch giả và tác giả truyện ngắn người Uruguay.
Bà được coi là một ngôi sáng hàng đầu trong những năm 1960 của thời kỳ tiểu thuyết Mỹ Latinh sau khi đã viết hơn 37 tác phẩm.

## Đời sống
Bà sinh ra ở Montevideo, Uruguay nhưng bị đày tại đây năm 1972 và chuyển đến Tây Ban Nha, sau đó bà trở thành công dân năm 1975. Năm 2015, bà sống ở Barcelona, tiếp tục viết tiểu thuyết và làm báo tại đây. Bà học tại Đại học Cộng hòa.

## Báo chí
Cristina Peri Rossi hoạt động nghề nhà báo và nhà bình luận chính trị ở Barcelona. Bà từng là một nhà báo cho đài phát thanh Catalunya Radio tại nhà ga Catalan. Bà bị sa thải ngay vào tháng 10 năm 2007 vì được cáo buộc là "đàn áp ngôn ngữ", bà đã nói tiếng Tây Ban Nha thay vì tiếng Catalan. Bà sau đó đăng một bài viết để phản đối việc này.
Bà nổi tiếng với sự bảo vệ tự do dân sự và tự do ngôn luận. Bà từ lâu đã ủng hộ hôn nhân đồng tính và muốn người Tây Ban Nha công nhận nó.
Trong một bài báo của El Mundo vào tháng 3 năm 2006, bàô đã lên tiếng chống lại sự trỗi dậy của chủ nghĩa cực đoan tôn giáo ở châu Âu, cụ thể xảy ra sau Vụ việc phim hoạt hình Đan Mạch.. Trong bài báo,bà đã bày tỏ sự ủng hộ của mìnhđối với tuyên ngôn Cùng nhau đối mặt với chủ nghĩa toàn trị mới, được xuất bản trên tờ tuần báo Pháp Charlie Hebdo vào tháng 3 năm 2006.
Peri Rossi duy trì một trang web tại http://www.cristinaperirossi.es/